# Grey Poupon

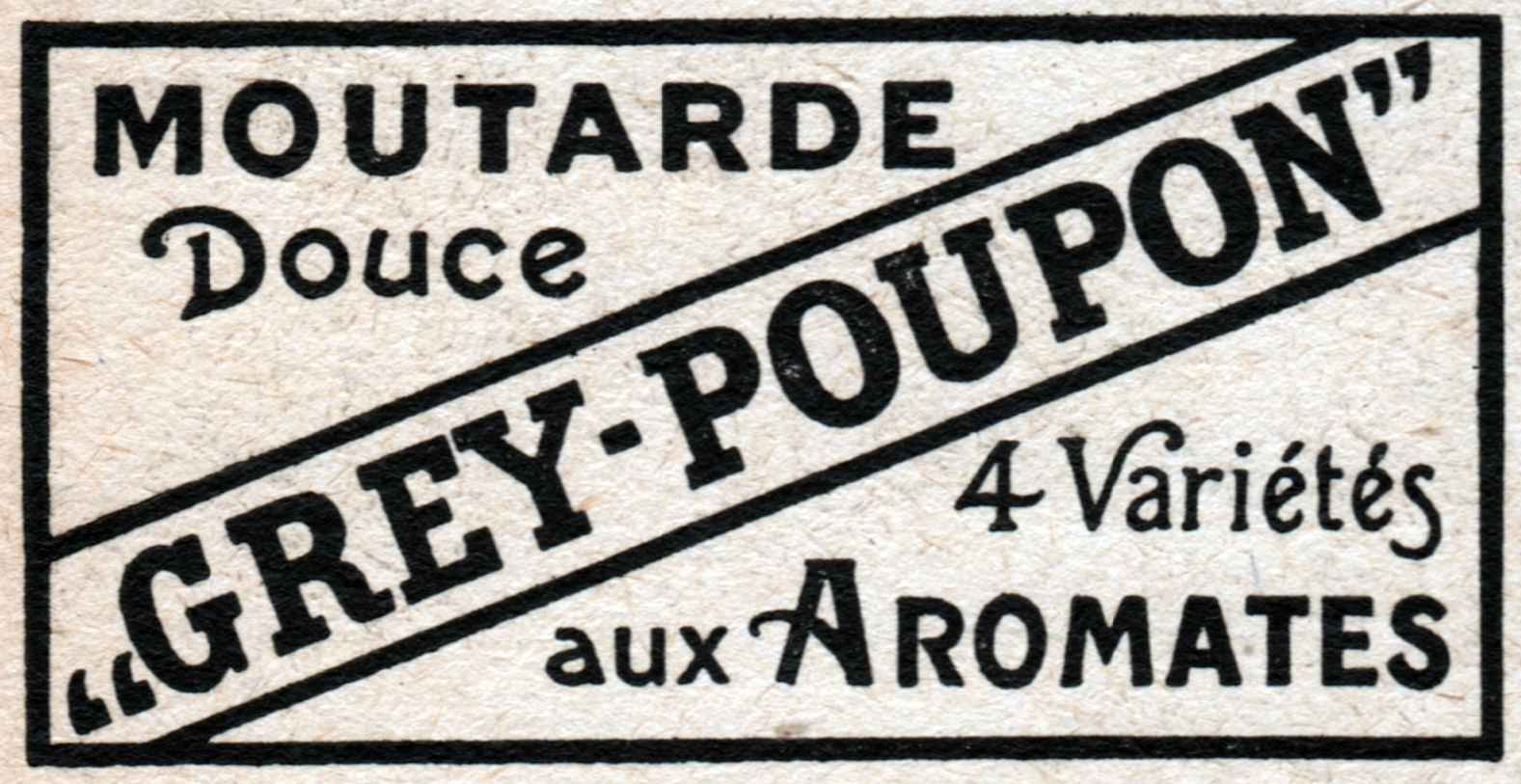
Réclame, extraite de L'illustration No 3905 du 5 janvier 1918

Grey Poupon est une marque de moutarde de Dijon commercialisée principalement sur le marché américain.
Crée en 1777 par Maurice Grey, en France, Grey Poupon est une TM du groupe Unilever.

## Histoire
La recette originale de la moutarde est développée en 1777 par messieurs Grey et Poupon. Il s'agit d'une recette classique de moutarde, mais à laquelle sont ajoutées des épices restées secret de fabrication. En 1952, l'héritier des moutardes Grey Poupon, Joseph Poupon, et André Ricard rachète les moutardes Maille à Philippe de Rothschild. En 1970, le groupe Ricard-Poupon cède Maille au groupe Poulain,.
En 1946, Heublein Inc. rachète la recette de la moutarde et lance la production aux États-Unis, d'abord dans le Connecticut, puis à Oxnard en Californie à partir de 1975. Heublein est racheté par R.J. Reynolds en 1982, qui rachète Nabisco en 1985 et intègre Grey Poupon à cette filiale agro-alimentaire. Aux États-Unis, la marque s'envole en popularité à la fin des années 1970 grâce à une publicité à la télévision produite par Lowe Marschalk (écrite par Larry Elegant) qui positionne Grey Poupon comme une moutarde haut-de-gamme,. Ian Richardson joue le rôle de l'homme fortuné à l'arrière de sa Rolls-Royce à la recherche de Grey Poupon. La publicité est très efficace, les ventes augmentent de 30% à 50% à la suite de chaque diffusion géographiquement ciblée. Les consommateurs acceptent de payer $2 plus cher en moyenne pour acheter une moutarde Grey Poupon. À la fin des années 1980, Grey Poupon est devenu la marque de moutarde par référence aux États-Unis, et produit 30 millions de pots de moutarde pour le marché américain par an. La fameuse publicité qui accompagne cette montée en puissance est déclinée en plusieurs spots différents.
En 1992 aux États-Unis, Grey Poupon est la marque la plus associée à un revenu élevé pour la classe moyenne,,.
Dans les années 2000, Kraft Foods expérimente de nouveaux goûts pour ses moutardes Grey Poupon, puis modernise sa stratégie publicitaire dans les années 2010 pour relancer son image "haute société" qui s'est effritée au fil des ans. En 2012, Grey Poupon est la deuxième moutarde la plus vendue aux États-Unis avec 12,5% des parts de marché. En 2021, Grey Poupon lance La Moutarde Vin, le premier vin (blanc, Viognier) sur le marché à être infusé aux graines de moutarde. En 2022, Grey Poupon s'associe au glacier Van Leeuwen pour lancer sa première glace sur le marché.

## Composition
La recette secrète du Grey Poupon est entreposée dans un coffre fort au siège R&D de Nabisco. Le mélange secret d'épices est concocté dans le New Jersey avant d'être envoyé à Oxnard. Les graines de moutarde viennent du Canada, et le vin blanc est un casher de New York (Grey Poupon est certifié casher). 

## Dans la culture populaire

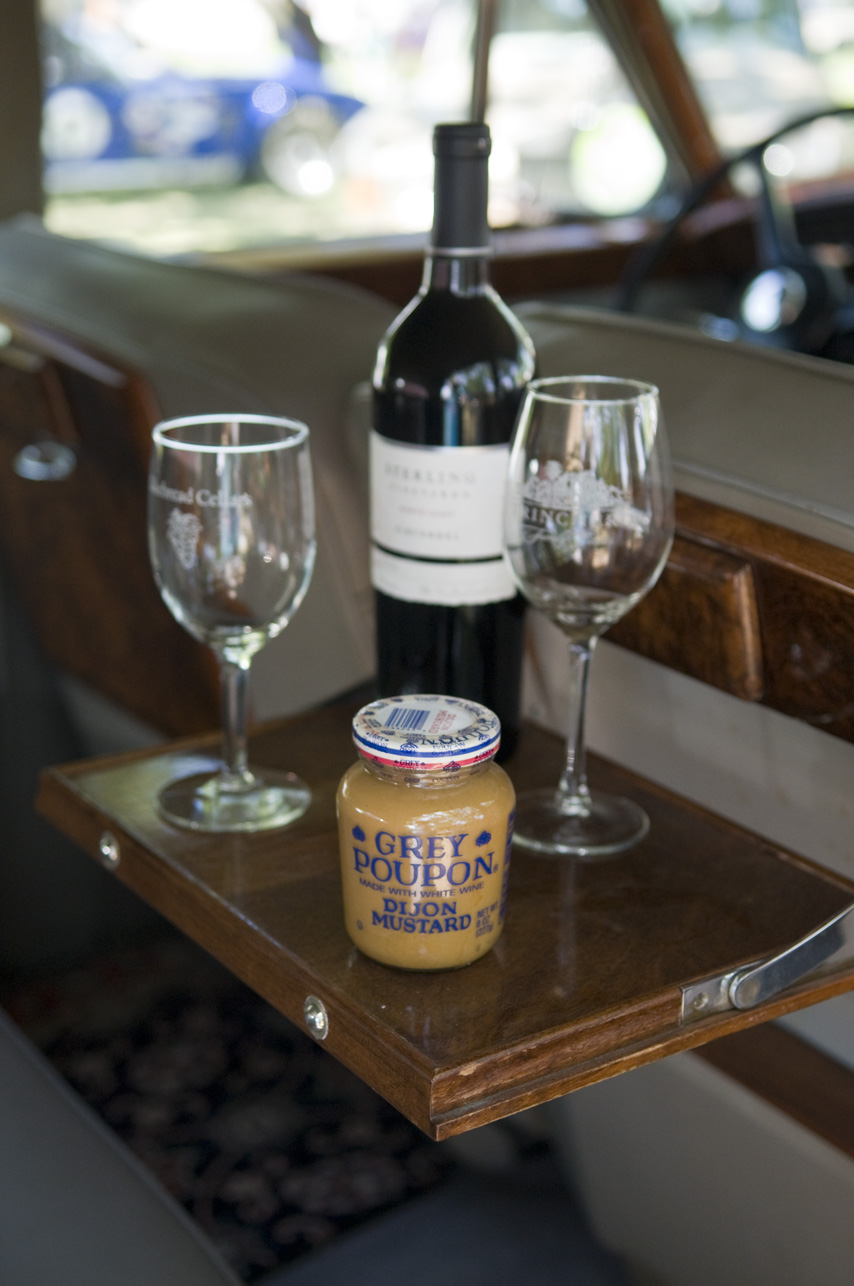
Pot de moutarde Grey Poupon.

Aux USA, La marque est évoquée dans le film The Way, la route ensemble (2010), dans le film Futurama sorti directement en DVD La Grande Aventure de Bender (Bender's Big Score) (2007), dans l'épisode "Sans rancune" (saison 1 épisode 20) de la série TV américaine Parker Lewis ne perd jamais ainsi que dans l’épisode "Réconciliations" (saison 1 épisode 10) de la série TV américaine Gilmore Girls
La publicité Would you have any Grey Poupon? a été parodiée à de nombreuses reprises dans les films et séries aux États-Unis, dont :
- Wayne's World[13]
- Mariés, 2 enfants
- Supernatural (saison 7 épisode 1), épisode "Les Léviathans"

La marque est également largement citée par les rappeurs américains comme symbole de classe ou de réussite. Sa première mention dans une chanson de hip hop date de 1992, dans le morceau East Coast de Das EFX (« He's the don, have you seen my Grey Poupon? Bust this, we roll more spliffs than Cheech and Chong »). La mention de la marque dans les chansons de hip hop n'a fait qu'augmenter depuis. Par exemple : 
- Big Daddy Kane dans son morceau Brooklyn style... Laid out : « What type of mission can I say you on? Because you musta done changed to some Grey Poupon »[9].
- Jay-Z dans son morceau Cashmere thoughts : « I got the Grey Poupon. You been warned. 'Cause all beef return well done, filet mignon »[9].
- Elzhi dans son morceau Boomerang slang : « I try not to do wrong, but I want to be in that limo asking for the Grey Poupon, for a change »[9].
- Kanye West dans son album The Life of Pablo : « Yeezy, Yeezy, Yeezy, this is pure luxury / I give 'em Grey Poupon on a DJ Mustard, ah! »[14].
- FM Static : « And if I had money, then I’d only wear Sean John / Eat my cereal with Grey Poupon »[7].